# Rum 301
Rum 301 är en svensk kortfilm från 2013 i regi av Karin Fahlén. I rollerna ses bland andra Vera Vitali, Simon J. Berger och Niklas Falk.

## Handling
Olika personer tvingas mötas på ett hotellrum i London. De har alla viktiga uppdrag att utföra i staden, men det är inte uppdragen i sig som blir det centrala för dem utan mötet med varandra och därigenom sig själva.

## Rollista
- Vera Vitali – Anna
- Simon J. Berger – David
- Niklas Falk – mannen med nejlikan
- Marie Richardson – Angelica
- Peter Carlberg – Johan
- Sara Huss – receptionist 1
- Shane McCullagh – receptionist 2
- Emil Spanos – taxichaufför

## Om filmen
Rum 301 producerades av Martina Stöhr för Chamdin & Stöhr Film AB. Den samproducerades av The Chimney Pot AB, Kameraten AB och Karin Fahlen och mottog produktionsstöd från Stiftelsen Svenska Filminstitutet. Den spelades in efter ett manus av Fahlén med Erik Molberg Hansen som fotograf. Klippare var Lars Gustafson och scenograf Kajsa Severin. Musiken komponerades av Magnus Frykberg.